# 중성지
중성지(中性紙, acid-free paper), 혹은 비산성 용지는 물에 녹였을 때 중성이나 염기성 pH(7이나 그보다 약간 더 높은 정도)를 띠는 종이를 말한다. 중성지는 처리 과정에서 활성 산성 펄프를 제거하기만 한다면 어떤 셀룰로스 섬유로도 만들 수 있으며, 리그닌과 황을 포함하고 있지 않다. 중성지는 문서나 예술 작품을 장기간 보존할 수 있게 해준다.

## 개요
산성지는 19세기 후반에 널리 보급되었다. 그런데 나무로 종이를 만들 때 리그닌을 제거하지 않으면 시간이 지나면서 종이가 노랗게 변색되고 부슬부슬 떨어지게 된다. 여기에 빛이나 열기가 더해지면 산성지는 더 빨리 부식(열화)된다. 1930년대에 들어 화학자이자 사서였던 윌리엄 배로우(William Barrow)는 산성지에 인쇄된 책들이 도서관에서 얼마나 부식되고 있는지에 관한 보고서를 발표한다. 이에 따라 수많은 인쇄물의 유실을 막고자 하는 노력에서 종이의 질을 높이기 위한 조치들이 도입되었다.
중성지를 만들 때는 약한 염기(주로 칼슘이나 마그네슘 중탄산염) 처리를 통해 나무 펄프가 자연적으로 가진 산성을 중화하게 된다. 완충 용액을 사용하면 종이가 이후에 산성을 띠는 것도 방지할 수 있다.
중탄산염은 종이에 알칼리예비력을 부여하기 위해 넉넉히 첨가된다. 이렇게 함으로써 종이에 남아 있는 산성이나 주변 환경에서 공급되는 산성(예: 공기 중의 이산화 황)이 종이를 상하게 하는 것을 방지할 수 있다. 중탄산염은 건조 과정에서 이산화 탄소와 물을 잃고 탄산 칼슘이나 탄산 마그네슘으로 전환된다. 종이의 수명이 백 년 이상 지속되도록 하려면 종이의 알칼리예비력이 2%나 그 이상이 되어야 한다.
오늘날 상업적으로 출판되는 종이는 대부분 중성지이다. 이러한 결과는 종이의 틈새를 메우기 위한 주요 충전제가 고령토에서 침강성 탄산 칼슘(precipitated calcium carbonate; PCC)으로 전환되면서 나타났다. 침강성 탄산 칼슘은 산과 반응하기 때문에 펄프를 화학적으로 중성이나 염기성으로 만들어야 했다. 펄프에 섞거나 표면에 바르는 사이징 첨가물(풀)도 종이가 산성을 띠지 않아야 사용할 수 있다.
고품질의 중성지(예: 한지)는 1,000년 이상 보존될 수 있으며, 보통 등급의 중성지라고 하더라도 수명이 500년 정도 된다.
중성지는 출판물이나 공문서를 오래 보존할 수 있게 해준다는 점 외에도 여러 이점을 가지고 있다. 중성지를 만드는 과정에서는 부식성 화학 물질이 적게 사용되기 때문에 제지 제작용 기계를 만드는 공정이 단순해지고, 기계를 돌리지 않는 시간과 기계의 유지·보수에 들어가는 시간이 줄어든다. 기계의 수명이 연장됨은 물론이다. 중성지 제작 과정은 산성지보다 환경에 끼치는 영향도 덜하다. 제지 과정에서 나오는 폐수와 부산물을 재활용할 수 있으며, 종이의 건조와 정제 과정에 사용되는 에너지를 더 절약할 수 있다. 무엇보다 중성지는 재활용 하기에 더 쉽다.